# Darren Balmforth
Darren Balmforth (* 16. Oktober 1972 in Hobart, Tasmanien) ist ein ehemaliger australischer Leichtgewichts-Ruderer, der eine olympische Silbermedaille gewann. 

## Karriere
Balmforth nahm 1994 an den (inoffiziellen) U23-Weltmeisterschaften teil und gewann die Silbermedaille im Leichtgewichts-Doppelzweier. Im gleichen Jahr belegte er bei den Weltmeisterschaften in der Erwachsenenklasse mit dem australischen Leichtgewichts-Achter den zehnten Platz. Nach drei Jahren ohne Weltmeisterschaftsplatzierung gewann Balmforth bei den Weltmeisterschaften 1997 mit dem Leichtgewichts-Achter den Titel auf dem Lac d’Aiguebelette in Frankreich. 
Ab 1998 ruderte Darren Balmforth im Leichtgewichts-Vierer ohne Steuermann. Bei den Weltmeisterschaften 1998 gewann das Boot mit Darren Balmforth, Simon Burgess, Anthony Edwards und Robert Richards die Bronzemedaille hinter den Booten aus Dänemark und Frankreich. 1999 belegte der australische Vierer in der gleichen Besetzung den zweiten Platz hinter den Dänen und vor den Franzosen. Auch bei den Olympischen Spielen 2000 in Sydney trat der australische Vierer in der gleichen Besetzung an, es siegten die Franzosen vor den Australiern und den Dänen.